# Bajo Aragón (vino)
Vino del Bajo Aragón es una indicación geográfica protegida, utilizada para designar los vinos de la tierra originarios de la zona vitícola española del Bajo Aragón.

## Zona de producción
La zona de producción comprende los siguientes municipios :
- En la provincia de Teruel: Aguaviva, Alacón, Albalate del Arzobispo, Alcaine, Alcañiz, Alcorisa, Alloza, Andorra, Arens de Lledó, Ariño, Azaila, Beceite, Belmonte de San José, Berge, Blesa, Calaceite, Calanda, La Cañada de Verich, Castelserás, Castellote, Cretas, La Cerollera, Cortes de Aragón, Fórnoles, Foz-Calanda, La Fresneda, Fuentespalda, Gargallo, La Ginebrosa, La Hoz de la Vieja, Híjar, Huesa del Común, Josa, Lledó, Mas de las Matas, Mazaleón, Monroyo, Muniesa, Las Parras de Castellote, Obón, Oliete, Peñarroya de Tastavins, Plou, La Portellada, Ráfales, Samper de Calanda, Seno, Torre de Arcas, Torre del Compte, Torrecilla de Alcañiz, Torrevelilla, Urrea de Gaén, Valdealgorfa, Valderrobres, Valdetormo, Valjunquera y Vinaceite.

- En la provincia de Zaragoza: Almochuel, Almonacid de la Cuba, Azuara, Belchite, Caspe, Codo, Fabara, Fayón, Fuendetodos, Herrera de los Navarros, Jaulín, Lagata, Lécera, Letux, Maella, Mequinenza, Moneva, Moyuela, Nonaspe, Plenas, La Puebla de Alborton, Samper del Salz, Valmadrid y Villar de los Navarros.

Esta indicación geográfica fue reglamentada en 2006 y admite categorías de vinos blancos con grado alcohólico natural mínimo de 11º , rosados con 11,5º y tintos con 12º.

## Variedades de uva
- Blancas: Macabeo, Chardonnay y Garnacha blanca

- Tintas: Mazuela, Cabernet Sauvignon, Merlot, Tempranillo, Garnacha Tinta, Derechero y Syrah.